# Cegielnia (powiat hrubieszowski)
Cegielnia – wieś w Polsce położona w województwie lubelskim, w powiecie hrubieszowskim, w gminie Horodło.
W latach 1975–1998 miejscowość należała administracyjnie do województwa zamojskiego. 
Wieś stanowi sołectwo gminy Horodło. W 2006 r. wieś zamieszkiwało 106 osób. Według Narodowego Spisu Powszechnego (III 2011 r.) liczyła 111 mieszkańców i była czternastą co do wielkości miejscowością gminy Horodło.